# Töftöfärjan
Töftöfärjan är en linfärja (vajerfärja) som trafikerar Prästö sundet och förbinder ön Prästö i Sunds kommun och ön Töftö i Vårdö kommun på Åland. Färjan förbinder Sundsvägen (landskapsväg 2) med Vårdövägen (landskapsväg 670) på fasta Vårdö .
För färjtrafiken ansvarar Ålandstrafiken.